# Gert von Paczensky
Gert Franz-Joseph von Paczensky und Tenczin (* 21. August 1925 in Hausneindorf; † 1. August 2014 in Köln) war ein deutscher Journalist, Schriftsteller und Gastronomiekritiker.

## Leben
Gert von Paczensky wurde als Sohn des Fliegeroffiziers Ferdinand von Paczensky (1891–1938) und dessen Frau Hedwig Anna Maria, geb. Botschen (1898–1968), in Hausneindorf bei Quedlinburg geboren. Nach Schulbesuch und dem Kriegs-Reifezeugnis war er von 1942 bis 1945 als Soldat bei der Luftnachrichtentruppe. 1946 begann er seine journalistische Tätigkeit als Reporter der Deutschen Allgemeinen Nachrichtenagentur (DANA) in Stuttgart, wurde später Redakteur der DANA-Zentrale in Bad Nauheim und leitete anschließend den Berliner Stadtdienst der DANA. Von 1947 an arbeitete er für Die Welt (Korrespondent in London 1949–1952, in Paris bis 1957, dann Ressortchef „Außenpolitik“). Seit dieser Zeit gilt Paczensky – neben Bernt Engelmann – als einer der wenigen westdeutschen Journalisten, die sich positiv zum Algerischen Unabhängigkeitskrieg positionierten und nicht die verbreitete pro-französische Position vertraten.
Ab 1960 arbeitete Paczensky für den NDR, wo er 1961 zusammen mit Rüdiger Proske das Fernsehmagazin Panorama gründete. Wegen zahlreicher regierungskritischer Berichte in dieser Sendung (z. B. über Franz Josef Strauß im Zusammenhang mit der Fibag-Affäre und der Spiegel-Affäre) wurde sein Vertrag beim NDR 1963 nicht mehr verlängert.
Paczensky war 1963/1964 stellvertretender Chefredakteur des Stern. Ende 1965 gründete er gemeinsam mit Bernt Engelmann in Hamburg einen Verlag, in dem ab Anfang 1966 die Zeitschrift Deutsches Panorama erschien (1967 wegen finanzieller Probleme eingestellt).
Paczensky war kurzzeitig 1969/1970 und dann wieder seit 1973 Chefredakteur bei Radio Bremen, wo er auch zeitweise als Co-Moderator in der Talkshow 3 nach 9 tätig war. Von März 1972 bis August 1973 war er Leiter des Referats „Grundsatzfragen, Inneres und Justiz“ des Bundespresseamtes, wohin ihn Conrad Ahlers auf Zeit berufen hatte. Auf dem Saarbrücker Kongress des Verbandes deutscher Schriftsteller (VS) wurde er in den Bundesvorstand gewählt, dem er von 1984 bis 1987 angehörte.
Seit 1950 behandelte er Probleme der „Dritten Welt“ in Artikeln, Rundfunksendungen, Fernsehfilmen und Büchern und schrieb vor allem in den 1970er-Jahren mehrere Bücher, die sich kritisch mit Kolonialismus und wirtschaftlicher Ausbeutung beschäftigten. 1994 klagte er erfolgreich vor dem Oberlandesgericht Hamburg gegen die Charakterisierung als „linker Antisemit“ durch den Publizisten Henryk M. Broder.
Paczensky schrieb auch beliebte und einflussreiche Restaurantkritiken. Als Mitarbeiter der Zeitschrift essen & trinken berichtete er mehrere Jahrzehnte lang aus der deutschen und französischen Spitzengastronomie und setzte sich für die Verbesserung der Esskultur in deutschen Landen ein. In dieser Phase habe er – so ein Kenner der Szene – „die Restaurantkritik zur schönen Kunst erhoben“. Wolfram Siebeck schrieb über ihn: Paczensky war ein Kamikazefresser. Er hat bis zur Selbstvernichtung gefuttert.
Seine Bücher über Cognac und Champagner wurden international zu Standardwerken. Seit 1985 war er Ehrenbürger der Stadt Cognac. Er war Mitglied des PEN-Zentrums Deutschland.

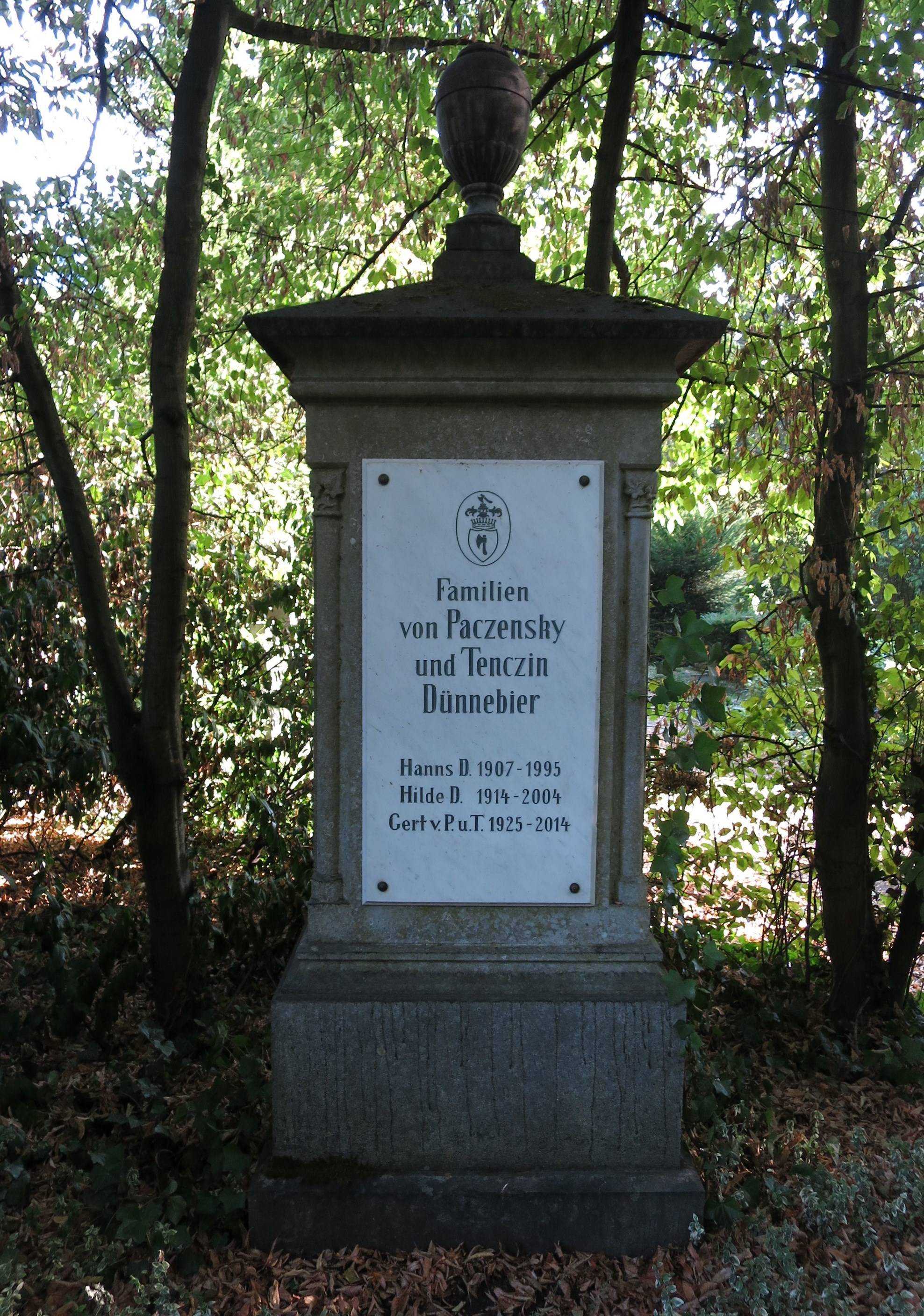
Grab auf dem Melaten-Friedhof

Paczensky war von 1947 bis 1969 mit der Journalistin Susanne von Paczensky (geborene Czapski) verheiratet. Das Paar hatte zwei Kinder. Die gemeinsame Tochter Carola von Paczensky ist Juristin. Sie war von 2008 bis 2010 Staatsrätin in Hamburg. Seit 1975 war er mit der Schriftstellerin Anna Dünnebier verheiratet, mit der er seit 1989 in Köln lebte. Dort verstarb er kurz vor seinem 89. Geburtstag.
Gert von Paczensky wurde am 21. August 2014 auf dem Kölner Melaten-Friedhof (Lit. K Nr. 225) im Grab der Familie seiner Frau beigesetzt.

## Schriften
- 1970 – Die Weißen kommen. Die wahre Geschichte des Kolonialismus. Hoffmann und Campe, Hamburg, ISBN 3-455-05900-7 (später bei Hädecke, Weil der Stadt ISBN 3-7750-3418-8, überarbeitete Neuausgabe als Fischer-Taschenbuch Nr. 3418 unter dem Titel: Weiße Herrschaft. Eine Geschichte des Kolonialismus. Fischer, Frankfurt am Main 1979, ISBN 3-596-23418-2).
- 1971 – Unser Volk am Jordan? Ein Beitrag zur Geschichte des Israel-Konflikts. In: Standpunkte. Hoffmann und Campe, Hamburg 1971, ISBN 3-455-05901-5 (spätere Ausgabe unter dem Titel: Faustrecht am Jordan? Zur Entwicklung des arabisch-israelischen Konflikts. Erdmann, Tübingen und Basel 1978, ISBN 3-7711-0295-2).
- 1971 – Lokaltermin Thailand. Was tut die Landwirtschaftsorganisation (FAO) der Vereinten Nationen? In: Materialien zur Welternährungslage. Band 11, Deutsche Welthungerhilfe, Bonn (DNB 364451750).
- 1972 – Wieviel Geld für die dritte Welt? Entwicklungshilfe kritisch durchgerechnet. In: Problem Nr. 2, Deutsche Welthungerhilfe, Bonn (DNB 760481423).
- 1976 – Feinschmeckers Beschwerdebuch. Brevier wider die Sünden der Gastronomie In: rororo-Sachbuch rororo 6994, Rowohlt, Reinbek bei Hamburg, ISBN 3-499-16991-6.
- 1980 – Über das Fernsehen. Munition gegen das öffentlich-rechtliche Komplott. In: Edition Guido Baumann, Bucher, Luzern und Frankfurt am Main, ISBN 3-88132-199-3.
- 1981 – Aktuelles Bremen-ABC. (Zusammen mit Anna Dünnebier), Atelier am Bauernhaus, Fischerhude, ISBN 3-88132-199-3.
- 1982 – Das Ölkomplott. Von der Kunst, uns und andere auszunehmen. Kösel, München, ISBN 3-466-11023-8 (Taschenbuchausgabe als Fischer-Taschenbuch 4325, Fischer, Frankfurt am Main 1984, ISBN 3-596-24325-4).
- 1984 – Nofretete will nach Hause. Europa – Schatzhaus der «dritten Welt». (Zusammen mit Herbert Ganselmayr), Bertelsmann, München, ISBN 3-570-03587-5.
- 1984 – Cognac (Fotos von Jürgen D. Schmidt, Illustrationen von Jean-Pierre Haeberlin). Hädecke, Weil der Stadt, ISBN 3-7750-0129-8 (gilt heute als das allgemeine deutschsprachige Standardbuch zum Thema «Cognac»).
- 1987 – Champagner (Fotos von Jürgen D. Schmidt, Illustrationen von Jean-Pierre Haeberlin). Hädecke, Weil der Stadt, ISBN 3-7750-0168-9 (gilt heute als das allgemeine deutschsprachige Standardbuch zum Thema «Champagner»).
- 1991 – Teurer Segen. Christliche Mission und Kolonialismus. Was im Namen Christi verbrochen wurde. Knaus, München, ISBN 3-8135-2255-5; Taschenbuchausgabe als Goldmann Taschenbuch 12506, Goldmann, München 1994, ISBN 3-442-12506-5; neu aufgelegt unter dem Titel: Verbrechen im Namen Christi. Mission und Kolonialismus, Orbis, München 2000, ISBN 3-572-01177-9.
- 1994 – Leere Töpfe, volle Töpfe. Die Kulturgeschichte des Essens und Trinkens. (Zusammen mit Anna Dünnebier). Knaus, München, ISBN 3-8135-2082-X (Taschenbuchauflage als Goldmann-Taschenbuch 72192, Goldmann, München 1997, ISBN 3-442-72192-X).
- 1998 – Das bewegte Leben der Alice Schwarzer. (Zusammen mit Anna Dünnebier). Kiepenheuer und Witsch, Köln, ISBN 3-462-02735-2.
- 1998 – Wo Frankreich am besten isst. Aquitane, zwischen Pyrenäen und Atlantik. Hädecke, Weil der Stadt, ISBN 3-7750-0310-X.
- 1999 – Kulturgeschichte des Essens und Trinkens (Zusammen mit Anna Dünnebier). Orbis, München 1999, ISBN 3-572-10047-X.
- 2003 – Journalist mit Appetit. Panorama, Essen & trinken und andere Erinnerungen. Autobiographie, Hädecke, Weil der Stadt, ISBN 3-7750-0701-6.